# قزل‌سو، قرقیزستان
قِزِل‌ْسو (به قرقیزی: Кызылсуу) شهری در استان ایسیق‌کول کشور قرقیزستان است که در سرشماری سال ۲۰۰۵ میلادی، ۱۶٬۹۲۷ نفر جمعیت داشته است.